# Vuibroye
Vuibroye is een plaats en voormalige gemeente in het Zwitserse kanton Vaud.
De plaats telt 128 inwoners.

## Geschiedenis
Voor 2008 maakte de gemeente deel uit van het toenmalige district Oron. Op 1 januari 2008 werd de gemeente deel van het nieuwe district Lavaux-Oron.
Op 1 januari 2012 fuseerde de gemeente met de gemeentes Bussigny-sur-Oron, Châtillens, Chesalles-sur-Oron, Ecoteaux, Oron-la-Ville, Oron-le-Châtel, Les Tavernes, Les Thioleyres en Palézieux tot de nieuwe gemeente Oron.